# Khademita
La khademita és un mineral de la classe dels sulfats. Rep el seu nom en honor de Nasrollah Khadem (1918–1999) fundador i director del Geological Survey de l'Iran.

## Característiques
La khademita és un sulfat de fórmula química Al(SO₄)F·5H₂O. Cristal·litza en el sistema ortoròmbic.
Segons la classificació de Nickel-Strunz, la khademita pertany a «07.DB: Sulfats (selenats, etc.) amb anions addicionals, amb H₂O, amb cations de mida mitjana només; octaedres aïllats i unitats finites» juntament amb els següents minerals: aubertita, magnesioaubertita, svyazhinita, rostita, jurbanita, minasragrita, ortominasragrita, anortominasragrita, bobjonesita, amarantita, hohmannita, metahohmannita, aluminocopiapita, calciocopiapita, copiapita, cuprocopiapita, ferricopiapita, magnesiocopiapita i zincocopiapita.

## Formació i jaciments
Va ser descoberta a la localitat de Kavir-e-Sagand, a Saghand, a la província de Yazd, Iran. També ha estat descrita en altres indrets, principalment en localitats europees, tot i que també se n'ha trobat al Tadjikistan, a Nicaragua i a Xile. Als territoris de parla catalana ha estat descrita a les mines d'alum de La Vilella Alta (Priorat).